# Rifargia nebulosa
Rifargia nebulosa är en fjärilsart som beskrevs av William Schaus 1910. Rifargia nebulosa ingår i släktet Rifargia och familjen tandspinnare. Inga underarter finns listade.